# Gare d'Imamiya
La gare d'Imamiya (今宮駅, Imamiya-eki) est une gare ferroviaire de la ville d'Osaka au Japon. Elle est située dans l'arrondissement de Nishinari. La gare est gérée par la JR West.

## Situation ferroviaire
La gare d'Imamiya est située au point kilométrique (PK) 8,8 de la ligne circulaire d'Osaka et au PK 173,6 de la ligne principale Kansai (PK 52,7 de la ligne Yamatoji).

## Histoire
La gare JR est inaugurée le 1er mars 1899.

## Service des voyageurs

### Accès et accueil
La gare dispose d'un bâtiment voyageurs, avec guichet, ouvert tous les jours.

### Desserte
- Ligne Yamatoji :

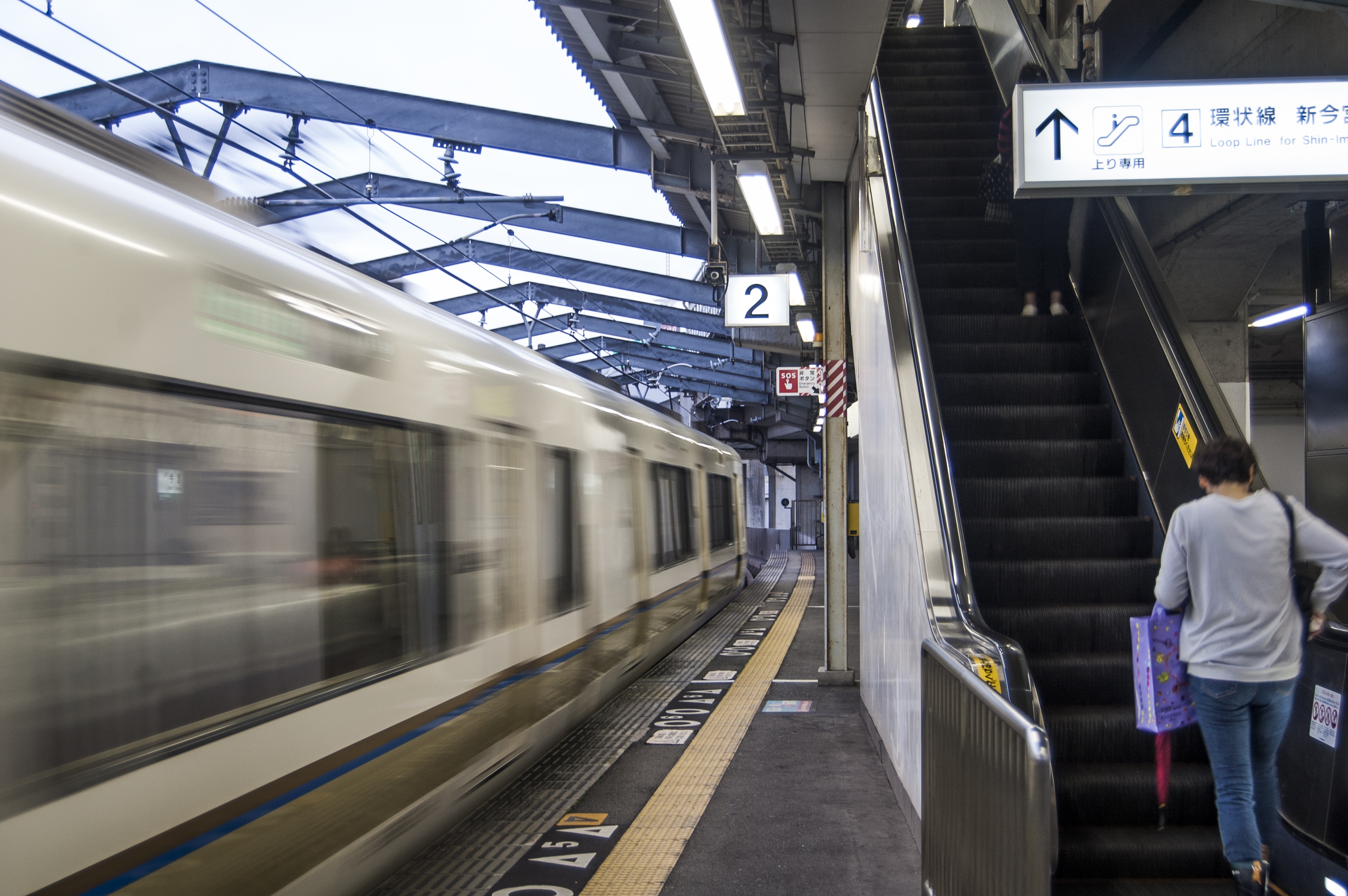
Vue du quai numéro 2

  - voie 1 : direction Tennōji, Ōji, Nara et Takada (trains omnibus)
  - voie 2 : direction JR Namba
  - voie 4 : direction Tennōji (interconnexion avec la ligne Hanwa pour Wakayama et Aéroport du Kansai), Ōji, Nara et Takada (trains rapides)

- Ligne circulaire d'Osaka :
  - voie 3 : direction Nishikujō et Osaka
  - voie 4 : direction Tennōji et Tsuruhashi

## Environs
- Liberty Osaka